# Batalla d'Issos (333 aC)
|  | Per a altres significats, vegeu «Batalla d'Issos». |

La batalla d'Issos fou l'enfrontament armat entre l'exèrcit macedoni d'Alexandre el Gran, contra l'Imperi Persa de Darios III de Pèrsia, l'any 333 aC.

## Antecedents
Després de derrotar el sàtrapa local a la batalla del Grànic, la resistència persa organitzada desapareix a l'Àsia Menor, exceptuant alguns focus aïllats com Milet o Halicarnàs. Després de passar un any assegurant la seva conquesta de la península d'Anatòlia (actual Turquia), Alexandre comença la seva ofensiva cap a Síria, amb el propòsit de neutralitzar la perillosa flota persa capturant els seus ports.
Quan Alexandre es trobava al Tars (Cilícia), li arribaren notícies que Darios reunia un gran exèrcit a Babilònia. Si Darios aconseguia arribar al Golf d'Issos, podia utilitzar el suport de la flota persa al comandament de Farnabazos III, que encara operava a la Mediterrània, facilitant el seu abastiment i probablement desembarcant tropes a la seva rereguarda. D'aquesta manera, el macedoni deixà el seu exèrcit principal a Tars, però encarregà a Parmeni prendre la costa al voltant d'Issos.
Al novembre, Alexandre rebé informes que el gran exèrcit havia entrat a Síria. Decidí reagrupar el seu dispers exèrcit i avançar cap al sud des d'Issos a través del pas de Jonàs, les «Portes de Cilícia».
Darios, sabent que les tropes de Parmeni defensaven el pas, trià una ruta més septentrional. Els perses capturaren Issos sense oposició i assassinaren a tots els ferits que havia deixat enrere Alexandre. El rei persa es trobà que el seu exèrcit s'havia situat rere els macedonis, tallant les seves línies d'abastiment. Avançà aleshores cap al sud, arribant fins al riu Pinar abans que els seus espies l'informaren que havien localitzat a Alexandre marxant cap al nord. Posà doncs, les seves tropes en esquera en l'estreta plana vora la costa.
L'exèrcit persa superava en nombre el macedoni, tot i que les xifres d'aquest són desconegudes, els càlculs més baixistes són de 60 a 100.000, mentre que els càlculs més alcistes són de 600.000 perses de Plutarc; les baixes perses es desconeixen, varien de 20 a 120 mil morts.

## Combatents

### Exèrcit persa
| Unitats            | Soldats |
| ------------------ | ------- |
| Peltasta/es        | 69,000  |
| Immortals (perses) | 10,000  |
| Hoplita/es Grecs   | 10,000  |
| Cavalleria         | 11,000  |
| Total              | 100,000 |

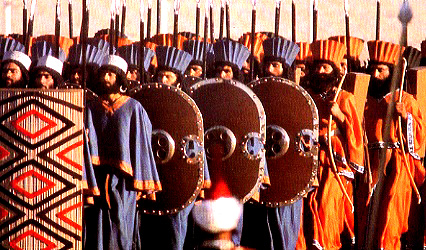
Immortals (perses), en una cerimònia a l'Iran del 2,500 aniversari de la fundació de l'Imperi Aquemènida per Cir el Gran.

Historiadors moderns troben les xifres de Flavi Arrià de sis-cents mil homes altament improbable, i estimen que el nombre de perses sota Darios III entre 25,000 a 100,000, incloent 11,000 de cavalleria, 10,000 Immortals perses, i 10,000 mercenaris grecs.
En antigues fonts (Arrià i Plutarc), que basaren els seus nombres en fons gregues properes a l'època, estimaren 600,000 soldats perses en total, mentre Diodor i Justinià estimaren 400,000, i Curtius Rufus estimà 250,000.

### Exèrcit Macedoni
La mida de l'exèrcit Macedoni no passà dels 40.000 homes, inclosos els seus altres aliats grecs, liderats per Alexandre. L'exèrcit d'Alexandre devia consistir en uns 22.000 falangistes i hoplites, 13.000 peltastes i 5.850 cavallers.

## Batalla

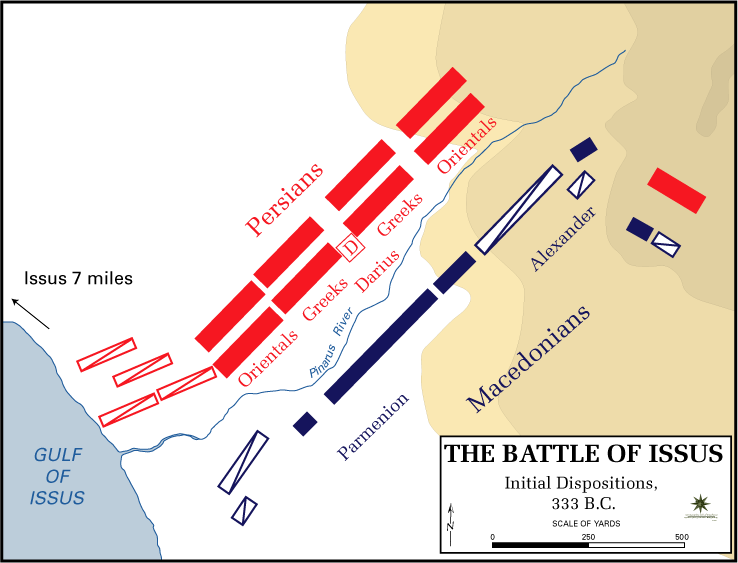
Disposició inicial de les tropes.

### Primera fase

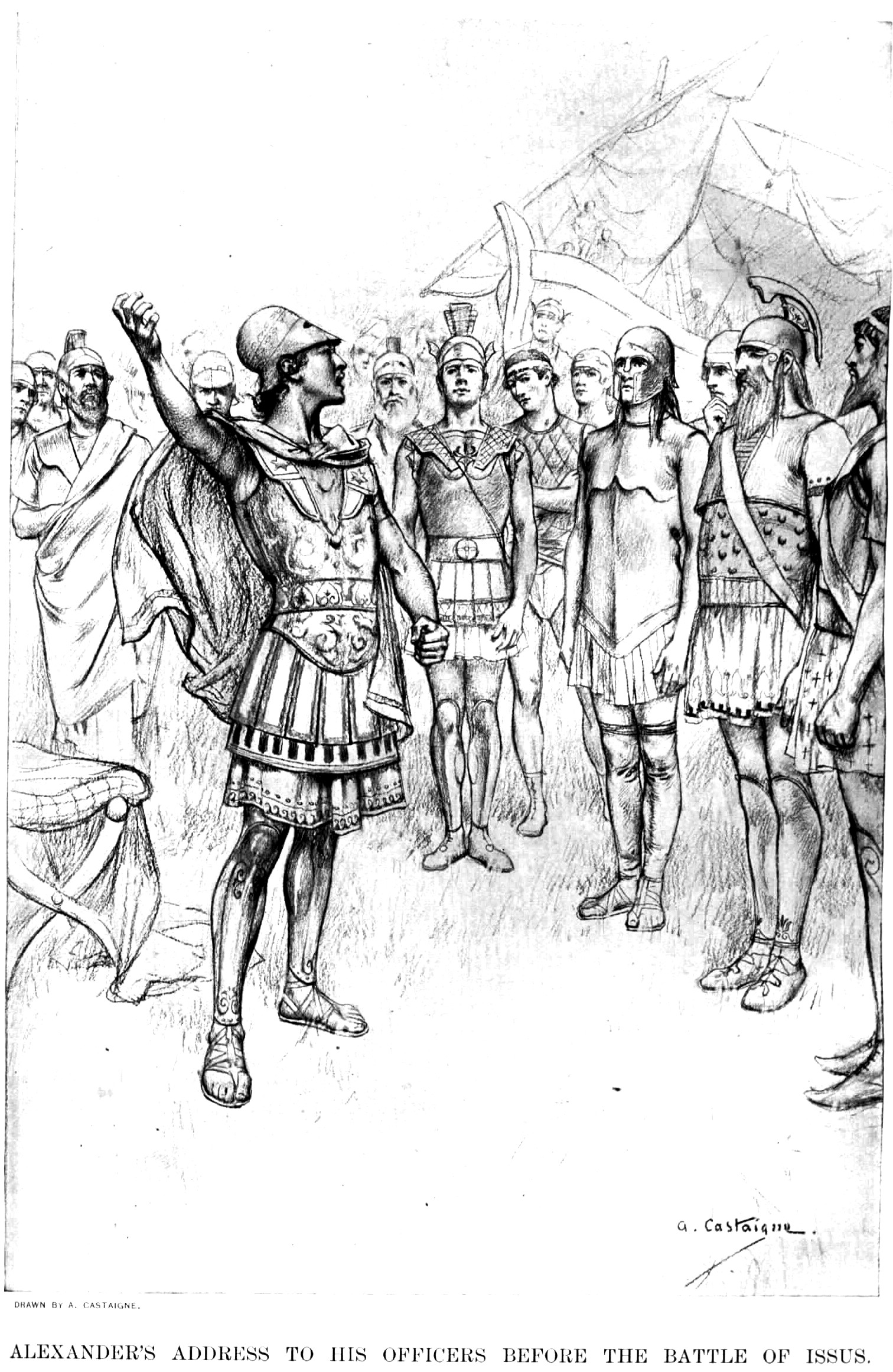
Alexandre arenga als seus oficials abans de la batalla d'Issos (André Castaigne, 1898–1899).

La situació de l'exèrcit persa, en una estreta plana entre les muntanyes i el mar, impedia que Darios tragués avantatge de les grans masses d'infanteria. Alexandre envià algunes unitats de la seva cavalleria de Companys des del centre al flanc dret. La seva càrrega sobtada, creuant el riu, no funcionà massa bé: el flanc dret atacà, abandonant la seva posició original, mentre el centre passava a la defensiva, cosa que obrí momentàniament un forat a la línia de combat macedònica. En cas que hagués explotat aquest avantatge, Darios podria haver empès l'exèrcit macedoni cap al mar.

### Segona fase
Alexandre, però, en comptes de retirar-se per a cobrir el forat entre la cavalleria i les falanges, desvià als seus Companys sobre el flanc esquerre persa, creant confusió en les files enemigues i trencant la seva cohesió. Mentre el Gran Rei intentava inútilment maniobrar el seu exèrcit per a enfrontar-se a la nova amenaça, la falange i infanteria pesant d'Alexandre carregaren al centre, acabant amb el poc ordre que existia en l'exèrcit persa.

### Desenllaç

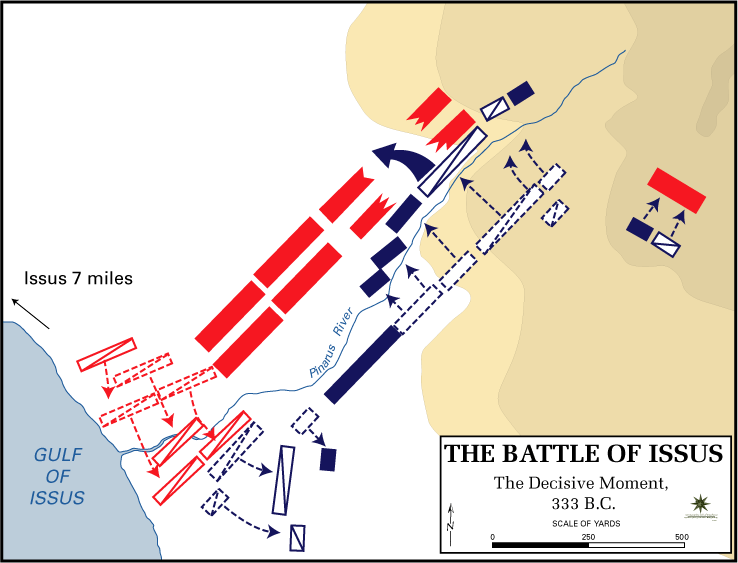
Moviment decisiu d'Alexandre.

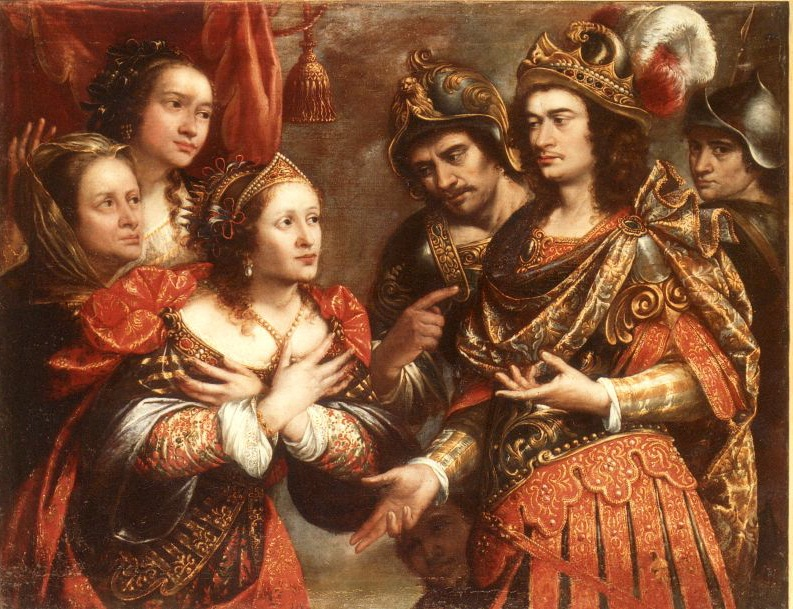
La família de Darius davant Alexandre el Gran de Joost Susterman, obra conservada al Museu Víctor Balaguer.

Fins al moment, els perses havien resistit en el seu flanc dret (infringint sèries pèrdues al flanc esquerre de la cavalleria Tesàlia d'Alexandre en el procés), però s'enfonsaren en veure fugir la resta de l'exèrcit. Darios virà el seu carro quan va veure caure l'ala esquerra, fugint del camp de batalla. Quan el terra es feu massa inestable per al seu carro, finalment l'abandonà juntament amb tot el seu equip i seguí cavalcant a llom d'un dels cavalls. Quan els perses veieren fugir al Gran Rei, abandonaren definitivament les seves posicions en desbandada. La cavalleria macedònia perseguí als perses fins que s'amagà el sol. El que seguí fou una massacre.
Les notes de Ptolemeu I, recopilades per Arrià, mencionen que Alexandre i els seus guardaespatlles, en persecució de Darios, creuaren una escletxa cavalcant sobre els cossos dels perses morts. Els ambaixadors grecs foren retinguts a Damasc i mentre els tebans i el laconi foren alliberats, Ifícrates el Jove d'Atenes es quedà amb Alexandre.